# Bundesstraße 57
Pour les articles homonymes, voir B57 (homonymie) et Route 57.
La Bundesstraße 57 (abrégé en B 57) est une Bundesstraße reliant Clèves à Aix-la-Chapelle.

## Localités traversées
- Clèves
- Kalkar
- Xanten
- Rheinberg
- Krefeld
- Mönchengladbach
- Erkelenz
- Baal
- Alsdorf
- Aix-la-Chapelle